# Cinclodes palliatus
A Cinclodes palliatus a madarak (Aves) osztályának verébalakúak (Passeriformes) rendjébe és a fazekasmadár-félék (Furnariidae) családjába tartozó faj.

## Rendszerezése
A fajt Johann Jakob von Tschudi svájci utazó és diplomata írta le 1844-ben, a Cillurus nembe, Cillurus palliatus néven, innen helyezték jelenlegi nemébe.

## Előfordulása
Peru nyugati részén, kis területen honos. Állandó, nem vonuló faj. Természetes élőhelye a szubtrópusi magaslati sziklás bokrosok és vizes területek.

## Megjelenése
Testhossza 24 centiméter, testtömege 99-109 gramm.

## Életmódja
Gerinctelenekkel táplálkozik.

## Külső hivatkozások
- Képek az interneten a fajról
- Internet Bird Collection - videók a fajról
- Xeno-canto.org - a faj hangja